# South Glens Falls
South Glens Falls és una població dels Estats Units a l'estat de Nova York. Segons el cens del 2000 tenia 3.368 habitants.

## Demografia
Segons el cens del 2000, South Glens Falls tenia 3.368 habitants, 1.523 habitatges, i 851 famílies. La densitat de població era de 963,3 habitants per km².
Dels 1.523 habitatges en un 25% hi vivien nens de menys de 18 anys, en un 40,9% hi vivien parelles casades, en un 12,1% dones solteres, i en un 44,1% no eren unitats familiars. En el 36,6% dels habitatges hi vivien persones soles el 17,3% de les quals corresponia a persones de 65 anys o més que vivien soles. El nombre mitjà de persones vivint en cada habitatge era de 2,2 i el nombre mitjà de persones que vivien en cada família era de 2,9.
Per edats la població es repartia de la següent manera: un 21,7% tenia menys de 18 anys, un 8,3% entre 18 i 24, un 30,5% entre 25 i 44, un 21,8% de 45 a 60 i un 17,7% 65 anys o més.
L'edat mediana era de 38 anys. Per cada 100 dones de 18 o més anys hi havia 85,2 homes.
La renda mediana per habitatge era de 31.623 $ i la renda mediana per família de 41.694 $. Els homes tenien una renda mediana de 31.757 $ mentre que les dones 24.046 $. La renda per capita de la població era de 17.260 $. Entorn del 8,3% de les famílies i el 10,6% de la població estaven per davall del llindar de pobresa.